# نورون پیوندی
نورون پیوندی (به انگلیسی: binding neuron) مفهومی انتزاعی از پردازش تحریکات ورودی در یک نورون عمومی است که بر اساس همدوسی زمانی و سطح مهار نورونی آن صورت می‌گیرد. از نظر ریاضی، این مفهوم می‌تواند توسط بیشتر مدل‌های نورونی از جمله مدل مشهور مدل انباشت و شلیک نشت‌دار پیاده‌سازی شود. مفهوم نورون پیوندی در مقالات سال‌های ۱۹۹۶ و ۱۹۹۸ توسط الکساندر ک. ویدیبیدا مطرح شد.

## توضیح مفهوم
برای یک نورون عمومی، تحریکات ورودی شامل پالس‌های تحریکی هستند. معمولاً برای برانگیختن نورون تا حدی که شلیک کند و یک تحریک خروجی ارسال نماید، نیاز به بیش از یک تحریک ورودی است. فرض کنید نورون در زمان‌های متوالی {\displaystyle t_{1},t_{2},\dots ,t_{n}} تعداد {\displaystyle n} تحریک ورودی دریافت می‌کند. در مفهوم نورون پیوندی، همدوسی زمانی {\displaystyle tc} بین تحریکات ورودی به صورت زیر تعریف می‌شود:
{\displaystyle tc={\frac {1}{t_{n}-t_{1}}}\,}.
در صورتی که درجه بالایی از همدوسی زمانی بین تحریکات ورودی وجود داشته باشد، این نشان می‌دهد که در محیط‌های خارجی تمامی {\displaystyle n} تحریک می‌تواند توسط یک رویداد پیچیده ایجاد شود. بنابراین، اگر نورون پیوندی توسط مجموعه‌ای با همدوسی بالا از تحریکات ورودی تحریک شود، شلیک کرده و یک تحریک خروجی منتشر می‌کند. در اصطلاح نورون پیوندی، این نورون رویدادهای ابتدایی (تحریکات ورودی) را به یک رویداد واحد (تحریک خروجی) پیوند می‌دهد. پیوند زمانی رخ می‌دهد که تحریکات ورودی از نظر زمانی به‌اندازه کافی هم‌زمان باشند و زمانی که این همدوسی لازم وجود نداشته باشد، پیوند اتفاق نمی‌افتد.
مهار در مفهوم نورون پیوندی (که در اصل مهار پتاسیم سوماتیک کند است) درجه همدوسی زمانی لازم برای پیوند را کنترل می‌کند: هرچه سطح مهار بیشتر باشد، درجه بالاتری از همدوسی زمانی برای رخ دادن پیوند مورد نیاز است.

طرح پردازش سیگنال طبق مفهوم نورون پیوندی. زمان‌های دریافت تحریکات ورودی.

تحریک خروجی منتشر شده به‌عنوان یک نمایش انتزاعی از رویداد ترکیبی (مجموعه‌ای از تحریکات ورودی هم‌زمان در زمان) در نظر گرفته می‌شود.

## مبدا
«اگرچه یک نورون به انرژی نیاز دارد، ولی عملکرد اصلی آن دریافت سیگنال‌ها و ارسال آن‌هاست، یعنی پردازش اطلاعات.» این گفته از فرانسیس کریک به ضرورت توصیف عملکرد نورونی از منظر پردازش سیگنال‌های انتزاعی اشاره دارد. دو مفهوم انتزاعی، به‌نام‌های «تشخیص هم‌زمانی» و «یکپارچه‌سازی زمانی» در این دوره ارائه شده‌اند. مفهوم اول بر این فرض استوار است که یک نورون وقتی تعدادی تحریک ورودی در یک زمان دریافت می‌کند، شلیک می‌کند. در مفهوم یکپارچه‌ساز زمانی، نورون پس از دریافت تعدادی تحریک ورودی که در زمان توزیع شده‌اند، شلیک می‌کند. هر یک از این دو مفهوم برخی ویژگی‌های نورون‌های واقعی را در نظر می‌گیرند، زیرا شناخته شده است که یک نورون واقعی می‌تواند بسته به نوع تحریک، هم به‌عنوان «تشخیص‌دهنده هم‌زمانی» (به انگلیسی: coincidence detector) و هم به‌عنوان «یکپارچه‌ساز زمانی» (به انگلیسی: temporal integrator) عمل کند. در عین حال، معلوم است که یک نورون علاوه بر پالس‌های تحریکی، پالس‌های مهاری نیز دریافت می‌کند. توسعه طبیعی این دو مفهوم می‌تواند به مفهومی منتهی شود که مهار را با نقش پردازش سیگنال خاص خود تجهیز کند.
در علوم اعصاب، ایده‌ای به نام مسئله پیوند وجود دارد. برای مثال، در فرایند ادراک بینایی، ویژگی‌هایی مانند فرم، رنگ و تصویرسازی سه‌بعدی در مغز توسط مجموعه‌های نورونی مختلف نمایش داده می‌شوند. مکانیزمی که تضمین می‌کند این ویژگی‌ها به‌عنوان بخشی از یک شی واقعی واحد درک شوند، «پیوند ویژگی‌ها» نامیده می‌شود. نظر تجربی تایید شده این است که هماهنگی دقیق زمانی بین تحریکات نورونی برای وقوع پیوند ضروری است. این هماهنگی به‌طور عمده به این معنی است که سیگنال‌های مربوط به ویژگی‌های مختلف باید در بازه زمانی خاصی به مناطق معینی در مغز برسند.
مفهوم نورون پیوندی در سطح نورون عمومی واحد، الزامی را که برای وقوع پیوند ویژگی‌ها لازم است، بازسازی می‌کند؛ الزامی که پیش‌تر در سطح مجموعه‌های نورونی بزرگ‌تر فرموله شده بود. فرمول‌بندی این مفهوم با تحلیل پاسخ مدل هاجکین–هاکسلی به تحریکاتی شبیه آنچه نورون‌های واقعی در شرایط طبیعی دریافت می‌کنند، ممکن شده است. برای جزئیات بیشتر، به بخش «پیاده‌سازی‌های ریاضی» مراجعه کنید.

## پیاده‌سازی‌های ریاضی

### مدل هاجکین–هاکسلی (H-H)

شکل ۱. احتمال شلیک نورون نوع هاجکین–هاکسلِی، که با مجموعه‌ای از تحریک ورودی تحریک شده است، به‌عنوان تابعی از همدوسی زمانی پالس‌ها. منحنی‌ها از چپ به راست نشان‌دهنده افزایش هدایت پتاسیمی هستند، یعنی افزایش درجه مهار.

مدل هاجکین–هاکسلی یک مدل نورونی است که مبنای فیزیولوژیک دارد. در این مدل جریان‌های یونی از غشا به‌طور بین‌غشایی عمل می‌کنند و مکانیزم تولید پتانسیل عمل را توضیح می‌دهند.
در مقاله‌ای پاسخ مدل هاجکین–هاکسلی به‌طور عددی برای تحریکاتی {\displaystyle U(t)} که از تعدادی پالس تحریکی تصادفی توزیع شده در یک بازه زمانی {\displaystyle W} تشکیل شده، بررسی شده است:
{\displaystyle U(t)=\sum _{k=1}^{NP}V(t-t_{k}),\qquad t_{k}\in [0;W]}.
در اینجا {\displaystyle V(t)} نشان‌دهنده اندازه پتانسیل پس‌سیناپسی تحریکی در لحظه {\displaystyle t} است؛ {\displaystyle t_{k}} لحظه ورود پالس {\displaystyle k}-ام است و {\displaystyle NP} تعداد کل پالس‌هایی است که محرک از آن‌ها تشکیل شده است. اعداد {\displaystyle t_{k}} به‌طور تصادفی و به‌صورت یکنواخت در بازه {\displaystyle [0;W]} توزیع شده‌اند. جریان محرکه‌ای که در معادلات H-H اعمال می‌شود به‌صورت زیر است:
{\displaystyle I(t)=-C_{M}\ {\frac {dU(t)}{dt}}}،
که در آن {\displaystyle C_{M}} ظرفیت واحد سطح غشای تحریک‌پذیر است. احتمال تولید پتانسیل عمل به‌عنوان تابعی از عرض پنجره {\displaystyle W} محاسبه شد. رسانش‌های ثابت پتاسیمی مختلف به معادلات H-H اضافه شدند تا سطوح مختلف پتانسیل مهاری ایجاد کنند. وابستگی‌های به‌دست آمده، اگر به‌عنوان تابعی از {\displaystyle TC={\frac {1}{W}}} که معادل همدوسی زمانی پالس‌ها در محرک ترکیبی است، نوشته شوند، شکل پله‌ای دارند. موقعیت پله تحت‌تاثیر سطح پتانسیل مهاری قرار دارد، که در شکل نشان داده شده است.  به‌دلیل این نوع وابستگی، معادلات H-H می‌توانند به‌عنوان مدل ریاضی مفهوم نورون پیوندی در نظر گرفته شوند.

### نورون انباشت و شلیک نشت‌دار خطی (LIF)
نورون انباشت و شلیک نشت‌دار خطی یک مدل نورونی انتزاعی است که به‌طور گسترده مورد استفاده قرار می‌گیرد. اگر همان مسئله را برای نورون LIF با مکانیزم مهاری مناسب مطرح کنیم، آنگاه می‌توان وابستگی‌های پله‌ای مشابه شکل ۱ را به‌دست آورد. بنابراین، نورون LIF نیز می‌تواند به‌عنوان مدل ریاضی مفهوم نورون پیوندی در نظر گرفته شود.

### مدل نورون پیوندی
مدل نورون پیوندی این مفهوم را در پیشرفته‌ترین شکل خود پیاده‌سازی می‌کند. در این مدل، هر تحریک ورودی در نورون به مدت زمان ثابت {\displaystyle \tau } ذخیره می‌شود و سپس ناپدید می‌شود. این نوع حافظه به‌عنوان جایگزین پتانسیل پس‌سیناپتیک برانگیزنده عمل می‌کند. مدل دارای آستانه {\displaystyle N_{th}} است: اگر تعداد تحریکات ذخیره‌شده در نورون پیوندی بیشتر از {\displaystyle N_{th}} باشد آنگاه نورون شلیک می‌کند و حافظه داخلی خود را پاک می‌کند. وجود مهار باعث کاهش {\displaystyle \tau } می‌شود. در مدل نورون پیوندی، لازم است که زمان بقای هر تحریک ذخیره‌شده را هنگام محاسبه پاسخ نورون به تحریک ورودی کنترل کنیم. این موضوع باعث می‌شود که مدل نورون پیوندی پیچیده‌تر از مدل LIF برای شبیه‌سازی عددی باشد. از طرف دیگر، هر تحریک در مدل نورون پیوندی مدت زمان محدودی {\displaystyle \tau } در نورون باقی می‌ماند. این برخلاف مدل LIF است که در آن ردپاهای هر تحریک می‌توانند به‌طور نامحدود باقی بمانند. این ویژگی مدل نورون پیوندی اجازه می‌دهد که توصیف دقیقی از فعالیت خروجی نورون پیوندی تحریک‌شده با جریان تصادفی تحریکات ورودی به‌دست آید، به‌عنوان مثال، در ، ، و .
حالت حدی نورون پیوندی با حافظه نامتناهی، {\displaystyle \tau \to \infty }، معادل یکپارچه‌ساز زمانی است. حالت حدی نورون پیوندی با حافظه بی‌نهایت کوتاه، {\displaystyle \tau \to 0}، معادل تشخیص‌دهنده هم‌زمانی است.

## پیاده‌سازی مدار یکپارچه
مدل‌های نورونی مذکور و سایر شبکه‌های نورونی ساخته‌شده از آنها می‌توانند در میکروچیپ‌ها پیاده‌سازی شوند. در میان چیپ‌های مختلف، چیپ‌های Field-Programmable Gate Array (FPGA) قابل توجه هستند. این چیپ‌ها می‌توانند برای پیاده‌سازی هر مدل نورونی استفاده شوند، اما مدل نورون پیوندی به‌طور طبیعی‌ترین شکل قابل برنامه‌ریزی است زیرا تنها به اعداد صحیح نیاز دارد و نیازی به حل معادلات دیفرانسیل ندارد. این ویژگی‌ها در برخی مطالعات، مانند  و  استفاده شده‌اند.

## محدودیت‌ها
مدل نورون پیوندی به‌عنوان یک مفهوم انتزاعی با محدودیت‌هایی مواجه است. از جمله این محدودیت‌ها می‌توان به نادیده گرفتن مورفولوژی نورونی، مقدار یکسان تحریکات ورودی، جایگزینی مجموعه‌ای از گذارها با زمان‌های واهلش مختلف که در نورون واقعی شناخته‌شده‌اند با یک زمان واحد {\displaystyle \tau } برای تحریک در نورون، و عدم وجود ویژگی‌هایی چون ناتوانی و مهار سریع (کلرایدی) اشاره کرد. مدل نورون پیوندی همان محدودیت‌ها را دارد، اما برخی از آنها می‌توانند در یک مدل پیچیده‌تر حذف شوند، به‌عنوان مثال، در  مدل نورون پیوندی همراه با refractoriness و مهار سریع (به انگلیسی: fast inhibition) استفاده شده است.